# Krombeinictus nordenae
Krombeinictus nordenae — вид ос з родини крабронід (Crabronidae).

## Назва
Рід та вид Krombeinictus nordenae названі на честь ентомологів Карла Кромбейна і Бета Нордена, які першими виявили гнізда цієї оси.

## Поширення
Ендемік Шрі-Ланки.

## Опис
Тіло завдовжки 5-6 мм. Голова і груди чорні, черевце — червоне, щелепи, ноги і вусики білувато-жовтуваті.

## Спосіб життя
Гніздяться в стовщеннях листя (домаціях) Humboldtia laurifolia. Годують своїх личинок пилком цієї рослини, запилюючи її квіти.